# 千代大龍秀政
千代大龍 秀政（ちよたいりゅう ひでまさ、1988年11月14日 - ）は、東京都荒川区町屋出身（出生地は葛飾区）で九重部屋に所属した元大相撲力士。本名は明月院 秀政（めいげついん ひでまさ）。身長181cm、体重190kg。最高位は西小結（2014年9月場所、2018年3月場所）、血液型はA型。好物は寿司（特に光もの）、焼肉、カルピス。嫌いなものは納豆とあんこ。趣味はトレーニング。好きな言葉は「温故知新」。都立高校出身者として初めての関取であった。

## 来歴

### 入門前
小学6年生の時にわんぱく相撲の大会で1回戦負けして帰ろうとしていたところ相撲を習うよう勧誘されて白鳥相撲教室で相撲を習い始める。当時の稽古の様子を本人は「白鳥公園に土俵がある白鳥相撲教室では、屋根が土俵の上にしかないので、雪が降ったら土俵はぐちゃぐちゃ、雨が降ったら滑って泥まみれ。だからみんなが必死に土俵際で粘って強くなった」と後に振り返っている。当時の相撲教室の後輩でスポーツトレーナーの川井健太との対談によると「大雪でも稽古は休んではダメ」というほど厳しい相撲道場だったという。もっとも、川井によると小中学校時代は稽古をサボっていたイメージとのこと。葛飾区立大道中学校でも相撲を続けたが本人曰く当時は「体が小さかったので一番弱く、中学時代はずっと補欠」だった。その後東京都立足立新田高等学校時代から中学卒業時点で163cmだった身長が伸びて試合でも勝てるようになったというが、大相撲引退の際の報道によると本人曰く「タオル持ちレベルだった」とのこと。卒業後は日本体育大学体育学部武道学科に進学。
阿武松部屋の大道は中学校の先輩にあたる。
高校時代までは目立った実績を残していないが日体大相撲部監督・齋藤一雄の指導で頭角を現し、2010年国体成年個人優勝、第88代学生横綱という実績を手にし、個人戦アマチュア5冠の経歴を刻んだ。特に学生横綱を獲得した大学4年時の全国学生相撲選手権大会では決勝戦で佐久間貴之と対戦している。他にも2010年の全日本相撲選手権大会では3位入賞を果たし、幕下10枚目格付出まであと一歩というところまで奮戦した。主に日体大では出し投げや廻しを切る技術を磨いて器用さを身に着けたという。また、本人は「齋藤先生の凄いところは…個人にあった相撲の取り方を教えるのが上手い」「(押し相撲を教えるのが上手いが)もし仮に廻しを取ってしまった場合も、取って終わりではなく、対処法を最後まで教えてくれる」と評しており、教え方が懇切丁寧で分かるまで何時間でも懇々と1から指導されたと、技術的な事ではいたく世話になったと感謝している。なお、齋藤は「お前は大学4年生で学生横綱を取る」という予言の意味で、明月院と知り合った高校3年生の時から周囲に笑われても構わず千代大龍を「横綱」と呼んだ。
2010年の世界相撲選手権大会では団体戦の日本代表に選出され、遠藤聖大や山口と代表チームを共にした。当時の近畿大学監督でこの大会の日本代表監督を務めた伊東勝人は「お前の相撲プロで通用するんだけどなぁ」と明月院に言っていた。
本人は大相撲引退後に、高校生までは大会でも1回戦負けばかりで、周りの保護者からも「いつまで続けてるの?弱いくせに」とバカにされていた、日体大に進学しても最下層の部員であったため部内の掃除を全部押し付けられた(30数袋もあるゴミ袋のゴミの分別が嫌だったという)と、悔しい思いをしていた胸の内を明かした。悔しい思いをする中で齋藤監督から「だったら強くなればいいんだ」と教えられ、1日11時間の練習で徹底的に鍛えた結果、3ヶ月後には4年生にも全員勝てるくらいまで強くなれたという。大学時代は相撲を取る稽古は少なくて5番、多くて1日10番程度であったが、オリンピック選手の学生なども利用する整った設備のトレーニングルームで筋力トレーニングを3時間行った後、午後11時消灯のところ午後11時から一番やった時で午前3時まで筋力トレーニングを続けた。本人もこの話をしていた時に「これもう、皆に言ったらキチガイだと思われるかもしれないけど…」と断りを入れていた。
2024年4月に公開された網谷勇志や2023年の川井との対談によると、高校2年生の時に全国高校相撲十和田大会1回戦か2回戦ぐらいで高校横綱を獲得したばかりで当時1年生の山口雅弘と対戦した際に胸からの立ち合いから突いて引いて土を付けたら会場はスタンディングオベーションとなった。勝った際に初めて相手が高校横綱だと伝えられ、学校の先生から「お、お前、よく勝ったな…」と震え声で労われた。その相撲ぶりが大学のスカウトの目に留まって「君今まで何してたの?」「君大怪我してたの?」と聞かれたといい、日体大の齋藤に「お前はもうウチの大学決まったんだ」と済し崩し的に切り出され、会場のその場で推薦入学が内々定したのこと。本人は突然のことに適当に流したが、齋藤は「明月院はウチに決まったらもうこれ以上スカウトはやめてください」と周りの大学相撲関係者に牽制。
本人の話によると、大学時代に相撲部屋に見学にいた際に相撲を取ると、既に幕下1桁台や十両に上がったばかりの力士には稽古場では負けなかったという。なお、日体大のレギュラー青廻しを使うため、大相撲の親方からは決まって最初「何で白じゃないの?」と聞かれた。
2011年1月24日に九重部屋に入門した。齋藤一雄は明月院の先輩で同じ日体大出身の千代桜右京が所属していること、及び明月院の性格面を考慮して九重部屋を選んだという。幕下15枚目格付出の資格を持ち、2011年春場所初土俵予定だったが、大相撲八百長問題のため、3月5日に新弟子検査を受けたが初土俵が延期になった。明月院は5月場所も開催されなければ「親と相談する」とし、力士を断念した場合は教師になる可能性も示唆したが「（相撲を）やめることはしません」と4月5日に発言している。入門辞退騒動で師匠の九重は「ここまで、はーちゃん（相撲用語でバカの意味）とは思わなかった」と呆れ、育成を佐ノ山(元大関・千代大海)に丸投げしてしまったという報道もある。

### 初土俵から新入幕まで
初土俵となる2011年5月技量審査場所前に所要1場所での十両昇進を宣言した際は、八百長問題で17人の現役関取が引退に追い込まれた直後で、全勝優勝すれば十両昇進の可能性が高かった。結局1番相撲から2連敗し、5日目から右下腿蜂窩織炎のため途中休場した。幕下付出力士の初土俵場所途中休場は戦後初。7月場所は東幕下46枚目、9月場所は西幕下16枚目でそれぞれ6勝1敗と大きく勝ち越した。
入門後の力士養成員に履修が義務付けられている相撲教習所において、出席日数が不足して落第し、再教習を受けることになった。「休みすぎて卒業できなかった。10月も来なさいと言われました。1日も休まず行きます」とコメントした。
同年の11月場所は東幕下3枚目で4勝3敗と勝ち越し、2012年1月場所での新十両昇進を果たし、四股名を千代大海龍二にちなんで日体大相撲部監督の齋藤一雄が命名した「千代大龍」に改名した。部屋の出世頭に由来する四股名を与えられたことからも、当時それだけの大器として期待されていたことが窺える。新十両の際の九重による評価は昇進会見での「ほめるところは一つもない」「まじめじゃない。褒めるところがない。十両に上がって喜んでる場合じゃないよ」という極めて辛口なものであった。これには千代大龍本人も「心も体も入れ替えて、師匠に恩返しをする」と180cm、166kgの体を小さくした。同場所では西十両13枚目で13勝2敗の成績を挙げて十両優勝、前場所の勢に続き2場所連続での新十両優勝となった。なお、この場所では十両のレベルの低さに当時「こんなんでこいつら月100万貰ってるの?」「今山口(後の幕内・大喜鵬)来たら幕内で通用するぞ」と感じたという。2場所連続での新十両力士の優勝は1997年11月場所の若の里、1998年1月場所の金開山以来史上2度目。翌3月場所は東十両筆頭となり、勝ち越せば新入幕が見える地位で11勝4敗。12勝3敗で十両優勝の皇風に敗れるなどして連続十両優勝はならなかったが、翌5月場所で新入幕（西前頭10枚目）。

### 新入幕後

#### 2012年
2012年5月場所は新入幕の場所であったが、場所前の春巡業での傷を悪化させたため9日目より途中休場（9日目は不戦敗、5勝4敗6休）。
ようやく小さい髷を結って迎えた7月場所では、師匠からの度重なる叱責が応えたためか、西前頭15枚目の地位で引き・叩きを一切決まり手に絡めず8勝7敗と千秋楽に勝ち越しを決めたが、この場所11日目の阿覧戦で右大腿二頭筋を断裂する大怪我（全治4週間）をしており、7月場所後に行われた夏巡業は休場した。
2012年8月26日に都内のホテルで行われた幕内昇進祝賀会では同月上旬に糖尿病に罹っていたことを明かした。9月場所発表では前場所からマイナス20kgの158kgまで体重が減り、取り分け強みである上体の筋肉が落ちてしまった。この場所は東前頭12枚目だったが病気の影響もあって6勝9敗で終えた。11月場所は西前頭15枚目の地位で臨み、体調への懸念もあったが10勝5敗の好成績を挙げた。

#### 2013年
2013年1月場所は運よく最高位を西前頭8枚目まで更新。この場所は日体大の先輩でもあり千秋楽に殊勲賞と勝ち越しがかかる妙義龍を引き落としで下して2場所連続10勝5敗で取り終えた。
2013年2月10日の大相撲トーナメントの3回戦でまだ本場所での対戦のない白鵬に外掛けで破り殊勲の星を挙げたが、準々決勝で琴欧洲に敗れた。
2013年3月場所は自己最高位を更新する東前頭2枚目に躍進。4日目の日馬富士を前に「みんなビビってるだけじゃないっすか?自分はカチ上げとかやりますよ」と豪語し相撲の組み立てまで予告。実際に左でカチ上げて即引く相撲で圧勝。横綱初挑戦で初金星の快挙を成し遂げたが、6日目の白鵬との取り組みで足の骨を折り、7日目から途中休場（7日目は不戦敗、3勝4敗8休）。翌5月場所は休場明けの影響で相撲勘が鈍り、前半はなかなか引き技が決まらず流れで勝つ相撲に終始したが、徐々に引き技が決まるようになり、最終的に10勝5敗。千秋楽に勝てば敢闘賞を受賞できたがこれは叶わなかった。
2013年6月1日、師匠の九重に結婚を報告する。この時点で婚約者は妊娠1ヶ月であった。入籍は7月場所前後に行う予定と報道され、同年9月10日に婚姻届を提出。2014年1月に第1子となる長女が誕生する予定となった。
2013年7月場所は、5日目に綱取りの稀勢の里を破り、8日目に日馬富士から再び金星を奪う活躍を見せたが、最終的には終盤に4連敗して千秋楽で7勝8敗と負け越した。続く9月場所は6勝9敗と負け越したが、9日目に稀勢の里を突き出して2場所連続で破った。この頃から師匠の助言を守って「何があっても頭から当たる」と心に決めたためにぶちかましの深度が増していった。
2013年10月、左目の網膜剥離と両目の緑内障発症が発覚して手術を受けた。さらに、11月場所のため福岡入りした後には右目の網膜剥離も発覚して再び手術を受けた。本人曰く「まだ視界が狭い」状態であり11月場所を休場する可能性もあったが11月6日から稽古を再開し、医者から判断を委ねられた上で強行出場する意向を示した。しかし、開き直ったためか、押し相撲が冴えて11勝4敗と好成績を挙げ、自身初の三賞となる技能賞を受賞。翌2014年1月場所は幕内上位から三役にかけて好成績者や負け越し点の少ない力士が多かったことや琴欧洲が関脇に陥落したことが影響して番付運に恵まれずわずか4枚上昇の東前頭2枚目に甘んじ、結局自己最高位更新も果たせなかった。

#### 2014年
翌2014年1月場所は背中の痛みに襲われ立合いが上手く決まらなかったことで初日から6連敗と絶不調。7日目の旭天鵬戦でようやく初白星を挙げたが、その後も調子が上がらず、結局4勝11敗と大きく負け越した。同年3月場所は7日目まで2勝5敗と大きく出遅れるも、11日目の天鎧鵬戦で得た不戦勝を含めて中日から14日目まで7連勝したことで最終的に9勝6敗の勝ち越しを収めた。この場所の14日目には、勝ち越せば年6場所制定着（1958年）以降史上最速記録となる初土俵から所要7場所での新三役を果たす可能性のあった遠藤に負け越しを確定させる黒星を与える活躍を見せた。翌5月場所は自己最高位タイの東前頭2枚目だったが、11日目に負け越しが決定し、最終的に4勝11敗。翌7月場所は9日目に照ノ富士と2分59秒の熱戦を演じるなど良い所を見せた上で10勝5敗の好成績。翌9月場所は西小結の地位で迎え、本人は新三役昇進会見で「全く上がると思ってなかった。奇跡」と番付運の良さに喜びの意を示していた。東京都からの新三役は、1997年7月場所の栃東以来。しかしこの場所は4日目の取組以外白星に見放されて9日目に負け越しを確定させただけでなく、11日目から「右ひざのじん帯のけがでおよそ3週間の治療と安静が必要」と診断されて途中休場の憂き目に遭った。

#### 2015年
2015年1月場所は初日から5連敗のスタート。6日目で初白星を挙げたが、7日目より両足血行障害のため休場した。このため翌3月場所では新入幕以来初めて十両に陥落し、しかも負け越した。5月場所は西十両2枚目まで番付を下げたが、9勝6敗と勝ち越した。再入幕を果たした7月場所では11日目に早々と勝ち越しを決める好調ぶりであったが、8勝目を挙げた大砂嵐戦で負傷し、「左足足底筋膜損傷」の診断書を提出して12日目から途中休場した。休場明けの9月場所は負け越し、11月場所も初日から4連敗と極めて不振であったが、5日目より打って変わって6連勝。終盤に再び負けが込んだものの1年を8勝7敗の勝ち越しで締めくくった。

#### 2016年
2016年7月31日に九重親方が死去した際には「ずっと叱ってくれた。九重部屋に入ってよかった」とコメント。2016年9月場所は5日目の大輝戦で左ひざを負傷。全治2、3週間の怪我であったが強行出場。本人いわく「先代師匠が生きていたらダメでしたね。稽古場に降りれない段階で休めと言われましたよ」。初日から6連勝したが、7日目以降は10日目と12日目以外白星を挙げることができず、場所を8勝7敗の成績で終えた。なお、6日目の取組前に自身を負傷させてしまった大輝から謝罪を受けたが、本人は「ふざけんなってね。勝負事で謝りに来るんじゃないって言いましたよ」とはねつけた。9月場所は幕内に成績不振者が多かったこともあって、11月場所は運良く6枚上昇の西前頭14枚目となり再入幕を果たした。

#### 2017年
1月場所は幕内で負け越して3月場所は十両で勝ち越し、5月場所には再入幕を果たした。5月6日には九重部屋に出稽古に来た稀勢の里と稽古を行った。千代大龍の方にこれと言った見せ場はなかったが、千代大龍や千代鳳と合わせて16番の稽古をした稀勢の里は復調をアピール。5月場所は9日目に十両の旭秀鵬に敗れるなど幕内残留に不安を抱かせる場面もあったが、13日目から残りを3連勝して9勝6敗となり、これにより自身8場所ぶりとなる幕内での勝ち越し。場所7日目の取組を終えた際には「5勝で三役復帰が見えてきた?いきなり高い山は登れないでしょう。まずは高尾山から（笑）。いつかはマッキンリーです」と三役復帰を果たす意欲があるかのようなコメントをしていた。7月場所は好調であり、10勝5敗と2014年7月場所以来丸3年ぶりの幕内2ケタ白星。前5月場所中の三役復帰に意欲を示すコメントが現実へと近づいた。千秋楽の支度部屋では「実感はない。三年間、何をしていたのかな。落ちていたから仕方がないけど」と淡々と話していた。なお、この場所の9日目に白鵬が13代九重が残した通算白星1045の記録に並んだ際には「悔しいとは思わない。すごい記録だと思うし、時間の問題だと思っていた」と控えめのコメントを残している。9月場所は丸3年ぶりの幕内上位となる西前頭3枚目の地位を与えられた。この場所は糖尿病が快方に向かっており、午前4時からジムへ行き、肉を毎日1kg食べて体を作り、190㎏まで増量して場所を迎えた。場所中の記事では、14代九重から上位で取る千代の国と千代翔馬を指して「うらやましくないと思うなら辞めた方がいい」と叱咤されて「遊んでいたから。幕内筆頭も16枚目も、給料は一緒。このままでもいいかと…」と考えていた千代大龍が心機一転した様子が伝えられている。場所では立ち合いの威力に磨きがかかり、一気に相手を起こして勝つ相撲で序盤から星を伸ばした。5日目に豪栄道、6日目に日馬富士と大関以上には敗れたものの、それ以降も白星を重ねて10日目に勝ち越しを果たし、この時点で1敗の豪栄道を唯一1差で追う位置につけるなど優勝争いにも絡んだが、11日目から残りを全て負けて終わってみれば8勝7敗。この場所は混戦であったため14日目に6敗目を喫するまで優勝争いに加わっていた。10日目の栃ノ心戦では相手十分の右四つを許しながら勝っている。

#### 2018年
2018年1月場所は初日から5連敗と序盤戦の調子は最悪で、特に4日目には史上初となる同一力士による3度目のつきひざを経験。2日目の取組を終えた際に支度部屋で「相撲は難しいです。次からはまわしを取りません。思い切りかち上げていきます」とユーモアを交えたコメントを残している。それでも6日目の稀勢の里戦で不戦勝にあずかるなど幸運に恵まれ、中日からは11日目の取組を落とした以外はすべて白星と後半の勢いの良い追い上げがあって8勝7敗の勝ち越し。2018年3月場所は8勝7敗での2枚半上昇とやや幸運な形で小結に復帰。2017年5月場所中に目指していることを示した三役復帰が現実と化した格好となった。西十両4枚目からの三役復帰はこの時点で下位からの三役復帰記録としては10位の記録。三役に復帰した3月場所は4勝11敗と壁に跳ね返された。9月場所は西前頭2枚目の地位で上位総当たりとなったが、この場所も5勝10敗と力及ばずであった。ただ、この場所は稀勢の里戦で金星と懸賞41本を獲得しており、千代大龍は「僕がイナしたタイミングがよかっただけ。たまたま勝っただけです」と謙虚に語り、懸賞の使い道について「子供のために貯金します」と語りながら満面の笑みを浮かべた。

#### 2019年
1月場所は東前頭6枚目で迎え、序盤は躓いたが中盤に4連勝するなど星を稼ぎ、14日目に妙義龍を押し出して勝ち越しを決め、8勝7敗で終えた。2019年3月場所前の3月7日は、時津風部屋に出稽古に行って同じく出稽古に来ていた高安と31番相撲を取り、12勝19敗。途中疲れが見えた千代大龍は「遠慮しなくていいよ」と高安に求められた。この場所は7勝7敗で迎えた千秋楽、妙義龍を押し出して勝ち越しを決めた。5月場所前の5月4日に時津風部屋に出稽古に行った際には同じく出稽古に時津風部屋へ訪れていた鶴竜と17番三番相撲を取り2勝15敗。鶴竜は千代大龍を指名した理由を「あの体形にしてはいろいろやってくる。相撲がうまいからね」と説明した。5月場所5日の高安戦は「あの立ち合いが次、いつできるか。今日は『千代大龍』という相撲が取れました」と本人としては納得の内容であったが、11日目に玉鷲に押し倒されて負け越しを確定させるなど成績自体は良くなかった。この場所は6勝9敗で終えている。東前頭6枚目で迎えた7月場所は6勝3敗から3連敗するなど一時は勝ち越しが危惧されたが、7勝7敗で迎えた千秋楽、同じく7勝7敗の豊ノ島を豪快に突き倒して3場所ぶりの勝ち越しを決めた。9月場所は平幕の正代と大関特例復帰を懸けていた貴景勝からの白星を除いて全て黒星となり、2勝13敗で場所を終えて番付運次第では十両に陥落しかねない状況となったが、11月場所は運良く6枚半下降の西前頭11枚目に踏みにとどまった。この場所は初日から2連敗と躓いたが、その後は徐々に巻き返して14日目に琴恵光を一気に押し出して給金を直し、9勝6敗で取り終えた。

#### 2020年
東前頭11枚目の1月場所は、3勝5敗で迎えた9日目の竜電戦で右小手投げを浴びて左肘付近を負傷。取組後の支度部屋でも肘を曲げたり伸ばしたりができず「ゴリゴリと（いう音がした）。こんなに痛いのは初めて」と顔をゆがめた。この場所は7勝7敗で迎えた千秋楽、同じく7勝7敗の魁聖に寄り切りで敗れて負け越しが決まった。
新型コロナウイルスの感染拡大を受けて無観客場所として開催された3月場所は、7日目に1敗を守って「久々の2桁を狙えるぐらい調子いい。僕も昔は上位で取っていた。（終盤）5時50分ごろに取りたい」と色気を見せた。この場所は後半に負けが込んで14日目に決めるまで勝ち越しがお預けとなり、最終的に8勝7敗に終わった。
7月場所はそれまでの198㎏から約20kg減量した175kgの体で挑んだ。同年5月に同じ糖尿病患者であった勝武士幹士が死去したため、体調管理に人一倍敏感になったという。「体重を減らしたことへの不安はない。僕なりに考えた結果です。190キロ台の時のような激しい当たりはできないけど、体はよく動いている。今場所は動いて動いて、いい相撲を見せますよ」と7月場所への意気込みを語った。しかし中日の琴奨菊戦で微妙な立合い判定に苦しんで5敗目を喫する不運にも見舞われ、この場所を6勝9敗で終えた。
9月場所は5日目時点で全勝で単独トップであった阿武咲と6日目に対戦し、押し出しでこの場所の初黒星を付ける活躍を果たした。しかし、左腓腹筋筋膜炎、右足関節症のため13日目から途中休場となった。

#### 2021年
1月場所は2019新型コロナウイルス感染者との濃厚接触の可能性があるため初日から休場。3月場所は救済措置として番付据え置き。
3月場所4日目の照強戦で負けて2勝2敗となったところ、NHK大相撲中継の解説を務めていた北の富士から「千代大龍、元気がありませんな。よく見たらもみあげが寂しくなっている」と指摘され「相撲のすごみがなくなった。かわいくなっちゃってる」と苦笑された。
5月場所は10勝5敗と、2017年7月場所以来となる2桁白星。
7月場所は10日目の照ノ富士戦で立ち合い不成立と感じたのか力なくフワッと立ち、あっけなく寄り切りで敗れた。伊勢ヶ濱審判部長はこの一番に「立ち合いは合っていたけど、千代大龍が途中でやめてしまった。『待った』も何も言っていない。力を抜いてしまった。何を勘違いしたのか」と苦言を呈した。また北の富士は、千代大龍が9日目の白鵬戦を控えた8日目終了時点で2勝6敗、10日目の照ノ富士戦直前の9日目終了時点で2勝7敗であったにもかかわらず、それまで全勝で独走していた照ノ富士と白鵬を千代大龍と対戦させた審判部の判断を問題視している。結局この場所上位に全く歯が立たず4勝11敗の大敗で終えた。

#### 2022年
5月場所は東前頭13枚目の地位で土俵に上がった。中日まで5勝3敗と前半戦はまずまずであったが後半やや失速。14日目に勝ち越しが確定し、場所を8勝7敗で終えて自身6場所ぶりの勝ち越し。
9月場所は西前頭11枚目で6勝9敗と負け越したが、11月場所はわずか1枚下降の西前頭12枚目の地位を与えられた。
11月場所は、34歳の誕生日だった2日目に初日を出すと「けがしないでやっていくことだけ。全6場所、休場せずにやっていくことだけ」と語り、6日目に20歳の熱海富士を破った際は「今じゃおっさんですけど、まだまだ心折れてない。頑張っていきます」と前向きに話していたが、中日（11月20日）に日本相撲協会へ引退届を提出し、同日中に相撲協会から現役引退が正式に発表された。引退理由としては九重親方が「思うように力が出ないという話だった」「辞めたい気持ちがあるのに土俵に上がるのはよくないので承諾しました。『限界です』という感じだった」と説明した。今後は相撲協会を離れ東京都内で飲食店開業を目指すといい、報道上では「いわば第2の人生を歩み始めるための前向きな決断だ」伝えられた。引退会見では「悔いも未練も1つもありません。自分の中で100％やったので、すがすがしい気持ちです」と明かしつつ「まずはダイエットをしてから、お肉が好きなので、できれば焼き肉店をやりたいという気持ちがあります」と抱負を話した。同年9月場所後に1度引退を相談し、その時は師匠から「稽古すれば、まだできる」と突き返された。覚悟が決まったのは11月場所7日目に碧山に敗れた時で「体に力が入らず1発で持って行かれて、情けないなと思った。これ以上ぶざまな相撲を取るのは応援している方々に申し訳ない。引退を覚悟しました」と明かした。なお三役経験者が引退し、即相撲協会を退職するのは日本国籍のある者、かつ不祥事が原因でないものに限れば追風海、隆乃若、千代天山、松鳳山、常幸龍に次いで2000年以降では6人目。

### 現役引退後
2023年1月16日、東京・六本木に焼肉店を開業した。予約＆紹介制とあって電話番号は非公表となっている。開店時の取材の際、今後「大衆店」も出店する意向を示した。
断髪式は2023年6月18日に東京・内幸町の飲食店で開かれ、止め鋏は日本体育大学理事長の松浪健四郎が入れた。
2024年には、格闘技イベント、BreakingDownのオーディションに参加している。右腕に刺青をびっしり入れピアスを開けるなど現役時代から激変した姿で話題を呼んだ。元々BreakingDownには興味が無かったが、友人により「他薦枠」で出場する機会を得ることになったことや、白血病で余命2年の友人がおりその友人のドナー探しに役立つということから、参戦に踏み切ったとのこと。同年2月18日に元パンクラスライト級1位の金田一孝介と対戦し、判定0-5で完敗に終わった。試合後「もう少しパンチを出したかった。（相手は）コンビネーションがうまくパンチをもらったけど、僕じゃなければダウンしている。脳が揺れたとかなかったし、相撲の立ち合いの方が威力があった。こんなの全然痛くない」と豪語し、4月に大阪で行われる格闘技イベントに出場する予定を示し「小銭を稼いでも意味がない。1兆ぐらい稼ぐデカい男になりたい」と抱負を述べた。一方で「恥をさらしてでもダチのために出ようと思いました」と試合にかける覚悟があったとも語っている。
2月18日のBreakingDown挑戦前にはインタビューに応じている。突然の大相撲引退については「正直、あと5～6年は幕内で相撲を取ることができたと思うんです。力士なんて楽な職業ですからね」と断りつつも「だけど自分の中では、相撲だけの人生じゃ面白くねぇなという考えが強くありまして。やっぱり人生は一度だけじゃないですか。具体的には飲食業がやってみたくなったんですよ。それで現役時代から六本木や銀座の物件を探していたんです」と説明している。現役時代からのイメチェンについては「自分が育った環境は少し複雑で、周りにチンピラとか不良みたいな人がすごく多かった。だから、幼稚園の頃から墨が入っているのは当たり前みたいな感覚でいました」と本来の自分だと忌憚なく語っている。千代大龍はちゃんこ屋ではなく焼肉屋の開業を選んだ理由について「自分はちゃんこが嫌いなので(笑)」と回答している。
別のインタビューでは大相撲入門までに30以上の部屋から勧誘されたと自称していたが、全く稽古をせず適当な理由を付けて稽古を休んでパチンコに出掛けるなど不真面目であったため九重(元横綱・千代の富士)とは折り合いが悪かったと語っている。九重からは真面目にやれば大関になれると才能は評価されていたが「三役」「結びの一番」「金星」という目標を達成してからもう十分と感じるようになった。不真面目な性格から20代後半になると関係者から「お前は絶対に協会に残さない」と非難されるようになり、角界との折り合いの悪さから未練無く協会を去ることができたという。一方で網谷との対談によると、一時期元千代の富士の九重の機嫌を取り、一緒に麻雀とゴルフを行うこともあったといい、麻雀をやっていると九重が相撲とはかけ離れた人になるようでやっていて面白かったという。
12月3日までに千代大龍はX(旧・Twitter)を更新し、地面師のような詐欺被害に遭ったと公表した。

## 合い口
（以下は最高位が横綱・大関の現役力士）
- 大関・霧島には2勝2敗。いずれも霧島の大関昇進前の対戦である。
- 大関・豊昇龍には1勝4敗。いずれも豊昇龍の大関昇進前の対戦である。
- 大関・琴櫻には2勝3敗。いずれも琴櫻の大関昇進前の対戦である。
- 元大関・髙安には3勝12敗。高安の大関在位中は6敗。
- 元大関・朝乃山には2勝1敗。いずれも朝乃山の大関昇進前の対戦である。
- 元大関・正代には5勝5敗。いずれも正代の大関昇進前の対戦である。
- 元大関・御嶽海には5勝6敗。いずれも御嶽海の大関昇進前の対戦である。

（以下は最高位が横綱・大関の引退力士）
- 元横綱・白鵬には10戦全敗。
- 元横綱・日馬富士には2勝4敗。初顔合わせから2度続けて勝利し2個の金星を獲得したが、その後は4連敗だった。
- 元横綱・鶴竜には12戦全敗。鶴竜の大関在位中は4敗、横綱昇進後は8敗。
- 元横綱・稀勢の里には4勝6敗（うち不戦勝による1勝を含む）。稀勢の里の大関在位中は2勝5敗、横綱昇進後は2勝1敗（うち不戦勝による1勝を含む）。2018年9月場所で金星を獲得した。
- 元横綱・照ノ富士には1勝2敗。
- 元大関・雅山とは、雅山の大関陥落後に対戦して2戦全勝。
- 元大関・琴欧洲には1勝2敗。唯一の勝利は2013年3月場所で、決まり手は下手捻り。
- 元大関・琴奨菊には4勝17敗（うち不戦勝による1勝を含む）。初顔で勝利したが、その後13連敗した。琴奨菊の大関在位中は1勝5敗。
- 元大関・豪栄道には7勝9敗。豪栄道の大関昇進後は4勝7敗。
- 元大関・栃ノ心には6勝11敗。栃ノ心の大関在位中は3敗。
- 元大関・貴景勝には3勝5敗。貴景勝の大関在位中は対戦なし。

### 幕内対戦成績
| 碧山     | 10   | 15    | 明瀬山     | 2    | 1     | 天空海   | 3 | 1     | 朝赤龍   | 1  | 2    |  |  |  |
| 朝乃山   | 2    | 1     | 旭日松     | 1    | 1     | 東龍     | 3 | 0     | 熱海富士 | 1  | 0    |  |  |  |
| 阿炎     | 1    | 5     | 安美錦     | 1    | 3     | 阿夢露   | 2 | 2     | 荒鷲     | 3  | 4    |  |  |  |
| 阿覧     | 0    | 3(1)  | 勢         | 9    | 6     | 石浦     | 6 | 4     | 逸ノ城   | 4  | 8    |  |  |  |
| 一山本   | 2    | 3     | 宇良       | 1    | 1     | 遠藤     | 9 | 11(1) | 炎鵬     | 0  | 2    |  |  |  |
| 阿武咲   | 6    | 6     | 王鵬       | 0    | 2     | 大砂嵐   | 1 | 1     | 隠岐の海 | 12 | 8    |  |  |  |
| 魁聖     | 4    | 17    | 臥牙丸     | 6    | 3     | 鏡桜     | 1 | 1     | 輝       | 7  | 6(1) |  |  |  |
| 鶴竜     | 0    | 12    | 稀勢の里   | 4(1) | 6     | 北太樹   | 6 | 2     | 木村山   | 1  | 0    |  |  |  |
| 旭秀鵬   | 4    | 2     | 旭大星     | 0    | 1     | 旭天鵬   | 5 | 4     | 霧馬山   | 2  | 2    |  |  |  |
| 豪栄道   | 7    | 9     | 荒篤山     | 1    | 1     | 琴恵光   | 8 | 6     | 琴欧洲   | 1  | 2    |  |  |  |
| 琴奨菊   | 4(1) | 17    | 琴勝峰     | 2    | 5     | 琴ノ若   | 2 | 3     | 琴勇輝   | 6  | 2    |  |  |  |
| 佐田の海 | 7    | 10(1) | 佐田の富士 | 6    | 0     | 里山     | 1 | 1     | 志摩ノ海 | 6  | 6    |  |  |  |
| 常幸龍   | 6    | 2     | 正代       | 5    | 5     | 翔天狼   | 3 | 1     | 松鳳山   | 11 | 4    |  |  |  |
| 青狼     | 2    | 0     | 蒼国来     | 4    | 6     | 大奄美   | 2 | 1     | 大栄翔   | 7  | 5    |  |  |  |
| 大翔鵬   | 1    | 2     | 大翔丸     | 5    | 5     | 貴景勝   | 3 | 5     | 貴ノ岩   | 5  | 1    |  |  |  |
| 隆の勝   | 2    | 3     | 隆の山     | 2    | 0     | 髙安     | 3 | 12    | 宝富士   | 10 | 9    |  |  |  |
| 豪風     | 6    | 8     | 玉鷲       | 11   | 11(1) | 剣翔     | 4 | 3     | 照強     | 3  | 6    |  |  |  |
| 照ノ富士 | 1    | 2     | 天鎧鵬     | 2(1) | 0     | 時天空   | 1 | 3     | 徳勝龍   | 6  | 8(1) |  |  |  |
| 栃煌山   | 8    | 3     | 栃ノ心     | 6    | 11    | 栃乃若   | 1 | 2     | 翔猿     | 2  | 5    |  |  |  |
| 友風     | 1    | 1     | 豊ノ島     | 3    | 7     | 豊響     | 8 | 5     | 錦木     | 6  | 4    |  |  |  |
| 錦富士   | 0    | 2     | 白鵬       | 0    | 10    | 日馬富士 | 2 | 4     | 英乃海   | 3  | 4    |  |  |  |
| 富士東   | 3    | 1     | 豊昇龍     | 1    | 4     | 寶智山   | 1 | 0     | 豊真将   | 1  | 0    |  |  |  |
| 北勝富士 | 3    | 8     | 誉富士     | 3    | 1     | 舛ノ山   | 2 | 1     | 御嶽海   | 5  | 6    |  |  |  |
| 水戸龍   | 1    | 0     | 翠富士     | 1    | 2     | 雅山     | 2 | 0     | 妙義龍   | 10 | 12   |  |  |  |
| 明生     | 4    | 3     | 豊山       | 8    | 6     | 嘉風     | 8 | 7(1)  | 竜電     | 3  | 5    |  |  |  |
| 若荒雄   | 2    | 1     | 若隆景     | 1    | 1     | 若の里   | 1 | 3     | 若元春   | 2  | 1    |  |  |  |

## 人物・エピソード
- 苗字「明月院」は彼の結婚前の時点で彼の実家1世帯にしか存在しない希少苗字であった。
- 中学、高校時代はやんちゃで、地元ではかなり有名だったという[86]。
- 高校在学当時に相撲部の顧問を務めていた満留久摩（みつどめ きゅうま）は全国国公立大学の選手権で4年連続日本一になった経歴の持ち主[87][88]。
- プロ入りの記者会見の直前には大学の喫煙所で喫煙して時間を潰していたが、後ろから背中をトントンと叩かれて振り返ったら入門先の師匠となる元千代の富士の九重親方がいた。「ここで(タバコ)を消すのもなんか違うな」と思いもう一回吸ったら「もうウチの部屋に入るんだからやめるんだよ」と禁煙を命じられた。入門後も喫煙していたが「吸うなら自分の家」と決め、タバコはどこにも持ち歩かなかったため、一回も九重親方にはバレなかったとのこと。当時の部屋では喫煙がバレると九重親方の命によりぶつかり稽古でしごかれ、竹箒をテーピングしたもので思い切り引っ叩かれた。家で喫煙している時に親方にLINEで飲みに誘われた際はその度にボディーソープがなくなるほど使って体を洗って匂いを消し、本来力士は髷を結っているので勝手に頭を洗うことはできず頭に残った匂いでバレる恐れがあったが、床山と同じぐらい髷結いが上手い若い衆をタクシーで呼び出して小遣いを与えて頼んで何とかしてもらった[16]。
- プロに入った後に後援者の食事会の帰りに交通費と祝儀を渡され「こんなの貰えるんですか?」と唖然としたがその時初めて大相撲の祝儀の概念を理解した[16]。
- 2012年7月場所初日の西幕内土俵入りの最中に、右隣の若の里に話しかけている場面がテレビに映し出され、一部好角家から態度の悪さを指摘された[89]。
- 入幕からしばらくは主に日体大のシンボルマーク六つの花弁のさくらのマークの化粧廻しをつけていたが、2013年7月場所から「キン肉マン」の化粧廻しを締めて幕内土俵入りに参加するようになった。昔からキン肉マンの大ファンだった本人はこの化粧廻しに思い入れがあるようであり、2013年7月場所7日目の白鵬戦で黒星を喫した直後に記者へ「明日はみなさんお楽しみの『キン肉マン』の化粧まわしなんで」と饒舌に話す、同場所8日目の日馬富士戦で2つ目の金星を得た際には「クソ力が出た」などと作品のネタになぞらえて心情を語るなどの発言を残した[90][91]。
- 2014年7月場所初日前日にはアニメ『秘密結社鷹の爪』の着流しを後援者から贈呈された。アニメキャラの染め抜きは元小結千代天山のデビルマン以来だが、背面すべてにキャラが描かれたものは今回が初めて。一般的には約50万円といわれる染め抜きだが、後援者によると「販売するなら200万円から300万円」という[92]。
- 2013年1月場所8日目の若の里戦につきひざ、2014年1月場所12日目の豊響戦に勇み足での黒星を喫しており、初土俵から3年足らずの間に複数種の非技での黒星を記録するという珍しい土俵歴を持っている。
- 後述のふてぶてしさ、不摂生とは裏腹に関取昇進後は給料の半分を仕送りする孝行息子である[93]。2013年11月場所に技能賞を獲得した際には、賞金200万円を「子供が生まれたので子供のために使う」と話した[94]。
- 2014年5月場所3日目から5日目にかけて平幕（東前頭2枚目）の立場でありながらも3番連続で結びの一番に出場し、いずれの日も横綱と対戦した（3日目から鶴竜、白鵬、日馬富士と対戦するも全て黒星）。5日目の日馬富士戦を終えた後に「やっと拷問から解放される」とその割運の悪さを表現した[95]。
- 2014年7月場所中日に遠藤を下して13本の懸賞を受けた千代大龍は魁聖から「おめでとう。たくさんもらったんだから1本ちょうだい」とねだられ、これに対して「あとでね」と返答した。魁聖はこの日に東龍を下したが1本も懸賞が設定されていなかった[96]。
- Facebookを利用している。
- 自身の26歳の誕生日でもある2014年11月場所6日目には旭天鵬と対戦して寄り切りで敗れ、旭天鵬はこれにより通算900勝目を記録した上にこの場所の幕内残留を確定させた。旭天鵬は「これで年を越せる。まずはそこを考えていた」とコメントし、千代大龍が26歳の誕生日だったと聞くと「あいつ泣いてるよ。でも26歳で落ち込んでいるのは早い」と豪快に笑い飛ばしていた[97]。
- 2016年1月場所7日目の御嶽海戦で白星を収めた際には、約4年前から通う部屋近くの寿司屋に最近通い始めた御嶽海に関して「負けたら店で会った時に気まずいから絶対勝とうと思った」とコメントした[98]。
- 妻は福岡県太宰府市出身者であり、結婚して以降の千代大龍にとって九州場所は準御当地場所となっている。2015年11月場所中は白星を挙げた日に限って妻の実家に帰省することを九重から許可されており、千代大龍はそれに発奮して見事場所を勝ち越しで終えた[99]。
- 2017年3月場所中、2017年のワールド・ベースボール・クラシックで日本が準決勝敗退を喫したことに関して、足立新田高の同級生でもあるWBC日本代表の秋吉亮に対して「（準決勝で）2人抑えたくらいで調子に乗るなよ、と送りましたよ」と明かした[100]。
- 2017年11月場所6日目、全勝であった豪栄道と対戦したが、突き合いながら互いに引くタイミングを探る攻防の末に突き出しで破り、取組後には「大関は引きといなしがうまい。前に出るのが怖かった。調子のいい大関に勝ててうれしい」と連敗を3で止める2勝目を喜んだ。場所中の11月14日が29歳の誕生日。「糖尿でケーキも食べられないけど、4歳の娘から動画のメッセージのお祝いが届きました」とデレデレだった[101]。
- 2018年1月にSmartFlashが開催した千代丸、千代ノ皇との初鼎談では、九重部屋は番付社会なので力士同士の仲は悪いと話しており、九重部屋の力士同士がトークを行う機会自体普通はないと言っていた。また「三役はね、自分それを目指してるわけじゃないですから。男を磨くために相撲やってますから」と、自分が若手時代よりも相撲に真摯であるかのように強調するようなコメントもあった。さらに、入門してすぐに自分が関取になり、風呂もちゃんこも先で雑用もやらなくても良い立場になったことが周囲のやっかみを生み、それが却って部屋の力士達の発奮に繋がったと振り返っている[102]。2024年4月の網谷との対談によると、やはり部屋が番付社会であったため、幕内は十両は連れて行ってもらえない資産家などの有力者との食事会や諸々の結婚式などの慶事に連れて行ってもらえたり、師匠の元千代の富士の九重との出掛けに帯同したりすることができた[16]。
- 白鵬が立合いに見せるかち上げ、張り手が2018年1月場所に自粛を求められた件について千代大龍は「張り手やかち上げで隙ができるのでこちらとしては嬉しいが、攻めの速さや引き出しの多さのおかげでそれでも勝てるのが白鵬の強さ」という趣旨のコメントを残している[103]。
- 先代九重からは、「稽古しないで病院ばかり行っている」と稽古不足と怪我の多さを指摘されていた。
- 2018年名古屋場所前の力士会で七夕の短冊に「金がいる」[104]、2019年は「石油王をタニマチにする」[105]と願い事を書いている。2022年に3年ぶりに行われた大相撲の七夕企画では「ロレックスデイトナほし～い!!」と願い事を書いた[106]。
- 2019年1月場所からは、パチスロオフ会イベントサイトのオフミーの化粧廻しを使用[107]。
- 2019年5月10日、フランク・ミュラーと加賀友禅のコラボレーション作品として製作された特製の染め抜きを贈呈された。2019年5月のレートでは、加賀友禅は高価なものは1着1000万円程度になるという[108]。
- 2019年6月30日に白鵬は、7月1日に朝乃山が宮城野部屋へ出稽古に訪れることに関して「若手で自分から稽古に来るのは千代大龍以来かな」と話した[109]。横綱として第一人者となってからの白鵬の元へ出稽古に行く熱心さも千代大龍にあったという意味である。
- 2019年9月場所11日目の豪栄道戦では唇を切って大流血する怪我を負った。「来場所に向けて、はぐきと唇を鍛えよう」と冗談を飛ばし「2勝9敗。肉食いに行こう。しみるのが分かってても鍛える。レバー5人前くらい食おう」と自身の好物である焼肉を絡めたコメントを残した[110]。
- 2019年11月場所6日目の大翔丸戦では、「手つき不十分」に終わって取り直しになった1度目の取組と勝負が成立した2度目の取組で共に突き落としを喰らって土俵に落ちている。これにはAbemaTVの視聴者から「デジャブ」「決まり手同じ」「リプレイ」といった声が多数寄せられた[111]。
- 2019年秋場所から立ち合い変化を多用しておりTwitterなどのSNS上で批判の声が見受けられる。特に2019年秋場所から2020年春場所まで4場所連続で立合い変化をした。ちなみに2020年春場所13日目明生戦での立ち合い変化は失敗に終わり結局敗れた。
- パチンコが趣味であるようであり、通算出場700回の節目でもあった2019年11月場所5日目の取組を終えた際は「次は777回出場の時に教えてください。パチンコに行くので」と報道陣を笑いに引き込んだ[2]。
- 2020年11月場所11日目は幕内最初の取組で東方力士として白星を獲得したが、ここから合計14番連続で東西の力士が交互に白星をあげていく結果が続いた。最終的に霧馬山－栃ノ心戦で栃ノ心が勝利し、西方力士が2連勝したことでストップした[112]。
- 3学年下の剣翔に対しての思いを、2021年3月場所7日目の取組後に「雨の日も風の日も大雪の日も道場で一緒だった。かわいがっていたし、やりづらいっていうのはありますね」と明かした[113]。
- 2022年5月場所10日目の琴恵光戦では相手の引きに乗じて一気に前に出て足が流れたため土俵上を低空飛行するような姿勢で押し出しを決めた。本人は取組後にその姿勢を「ヘッドスライディング」と表現し、負けたかもしれないと気が気でない思いで勝負判定を見守った模様[114][115]。
- 2022年7月場所10日目の翔猿戦を放映したABEMA大相撲中継では、翔猿の髷をがっちりつかんだ様子を審判委員の東関親方(元小結・高見盛)に見られ、大口を開けて唖然とされた様子が話題となった(取り組みは押し出しで翔猿の勝ち)[116]。
- 現役時代、支度部屋では「今日勝ったから、あと全部負けても幕内残留」など本音トークでも人気を博していた[10]。
- 現役時代はちゃんこ番未経験であったため、引退後の飲食店開業については師匠の九重も思わず本気を疑っていた[117]。
- 突然の引退に「何かあったのでは」と勘ぐる向きもあったが、引退当時若手親方は「それが何もない（笑）。元々、エキセントリックな力士なんで」と語っていたとされていた[19]。しかし実際は前述のように、不真面目な態度から角界関係者からの反発があった。
  - 13代東関夫人は「あなたが年寄名跡『東関』の実権を握っているならなぜ一門の千代大龍に取得させなかったのか?」という週刊ポストの記者の質問に「千代大龍くんはもともと（協会に）残る気があまりなかったと聞いていました。年寄株をどうするかで、一番大きかったのは亡くなった親方が誰を尊敬していたかということ。今の時代は他の一門とも連携しながらやっている。そういうなかで境川親方（元小結・両国）からのお話があった。うちの親方が尊敬していた方だし、八角理事長を応援してくださっていた。丁寧なご挨拶をいただいたので決断し、理事長に報告しました」と釈明しており「はっきり言って私に任されるというのは、かなり荷が重かった。でも妙義龍さんとも食事をしたりして人柄もわかり、同じ兵庫生まれということで頑張ってほしいと思うようになりました」と最終判断に至った気持ちを明かしている[118]。
- かつて2ちゃんねるで「大晦日で暇になった力士だけど質問ある?」とスレッドを立て、デビュー当初名乗っていた本名の「明月院」を明かすなど正体バレバレの質疑応答を繰り広げたこともあった[19]。
- 引退後はテキーラを愛飲し、シーシャを愛用している[119]。
- YouTubeで他のYouTuberと対談して相撲時代の思い出話をする際は、アマチュア時代の先輩であろうと角界時代の年上や番付上位だろうと遠慮なく呼び捨てにしている[13]。

### MSP（明月院スペシャル）
大学2年生までは頭から当たっていたが、叩きに落ちやすい事から以降は胸から左のかち上げに行くようになってから面白いように叩きが決まるようになった。入門当時の取り口は高校時代からの引き・叩きに偏っており、十両優勝した2012年1月場所の決まり手のうち叩き込みが6回、引き落としが1回、特に合計7回中6回が中日までの連勝に絡んでおり、あまりの露骨さに師匠の九重親方からも「相撲をなめている」と酷評されてしまった。当初は九重から引き癖を厳しく叱責されることがままあったものの、本人は「特待生でもないのに学生横綱になった自分は、こういう相撲でここまで来た。誰かに言われて相撲を変えたら、自分を否定することになる」と譲らなかった。引退後には「人に言われて相撲変えているようじゃゴミでしょ?」と信念の大切さを説いていた。引き主体の相撲故その相撲ぶりが皮肉られることが多く、主に「2ちゃんねる」などのインターネット掲示板で引き技が本名の「明月院」からMSP（明月院スペシャル）という異名をつけられたり正攻法の相撲が「奇襲戦法」と皮肉られたりしがちである。上述の初金星の際も、2ちゃんねるでの皮肉たっぷりの記述をもとにしたスポーツ記事が数件出て話題になり、本人も「あれがMSPです」と答えていた。それでもかち上げやぶちかましの威力が注目を浴びるようになってからは、次第に九重や北の富士から引き技も合わせて評価されるようになった。後年経済系メディアが「照ノ富士の大関昇進前に『次の大関は誰か』という議論になると彼の名前が出るほど将来性を買われていた」と千代大龍が期待されていた時期を振り返る記事を出している。網膜剥離を発症してからはあまり頭で当れなくなっている。糖尿病が悪化して以降は相手が土俵を割った直後に膝から落ちるような足が付いていかない相撲も目立つようになった。一発の当たりは強いが引く癖があるため、2016年の文献で北の富士は「一度や二度、三役に顔を出せばいいところかな」と辛めの評価を下している。典型的に相撲が速い力士であり、2017年5月場所などは5秒以内で終わった相撲が15番中11番、2秒以内が6番であった。190kg台まで増量した2017年以降は自分を上回る巨体にも真正面からぶつかり合う場面がざらになり、2019年5月場所2日目の逸ノ城戦などは227kgの相手と198kgの自身の「合計425kgの正面衝突」と報道で話題になった。立合いは合わせづらい傾向にあり、実際2019年9月場所11日目の豪栄道戦で3回の立合い不成立があって後日審判部の高島部長代理から注意を受けている。相撲の速さは2020年になっても変わらず、日刊スポーツの調べによると不戦勝と不戦敗を除いた2020年の5場所全71番（34勝37敗）の平均は4秒9。同年になると、引き技を控えて左からのかち上げから前に出る相撲が目立つようになった。2021年3月場所中「明日の相手は何年も見ていない。だから研究もない。ファーストインパクトから自分の相撲を取るだけ」と翌日の割を確認しない主義であることを示した。2021年2月の協会公式YouTubeチャンネルで測定したところによると握力は65㎏であり、進行担当の音羽山に対して本人は測定前に「自信しかない」と豪語していたが、企画参加者17人中11位であった(1位は宇良の100kg超)。2022年3月場所14日目の荒篤山戦では自滅に等しい引き癖で押し出しに敗れており、ABEMA大相撲中継解説の花田虎上も「まさか自分からここまで引くとはね。荒篤山は引かれて付いていって2回押しただけですからね」と唖然としていた。大相撲引退後の網谷との対談では「電車道で持っていった勝ちも、立合い変化した勝ちも、価値は一緒だから。別になんか、よく言うじゃん。『次の試合に繋がるよ』とか。繋がんねぇから。その後の勝負で次相手がもし当たったら、対策考えてくんじゃん。だからね、1回の相撲やっちゃったら俺はいつも変えてたりとか色々考えながらやってたね」と語っていた。

### ふてぶてしさ
- 大胆不敵な人物であり、2013年7月場所6日目の白鵬戦を前に「結びでの白鵬関との一番。本当に楽しみ。横綱は連勝記録がかかっているんですよね。ぶっつぶします」と発言する強気さを見せたことがある。この発言が同時点で36連勝していた横綱に対するものであったため話題になった[134]。また翌9月場所7日目のNHK中継では結びの1番である対白鵬戦を前に刈屋富士雄が「千代大龍は勝負を楽しむと言っていた。」と話し、それを聞いた解説の北の富士(12代九重)は「僕の時は横綱戦を楽しむとか無かった。」と千代大龍の強心臓を評価した場面も見られた。
- 新入幕の2012年5月場所6日目に立合い変化で碧山を破った一番について「体が勝手に動いた。飛ぶのは大学時代から大好き」と胸を張って話し、その日に九重から「勝手に動いた?ウソに決まってる。姑息な変化をしやがって!!伸びるか、適当なところで終わるか、自覚しないと」と激怒されたという経験もある[135]。
- 取組前に準備運動を一切せず[136]に支度部屋で居眠りする様は「623人いる力士の中で、千代大龍だけだ。」と朝日新聞の記事でも話題にされ、2013年9月場所7日目の白鵬戦では付け人が「3回の塩撒きが準備運動みたいです」と呆れる様子が報道された。同場所9日目の稀勢の里戦では取組直前に稀勢の里を目の前に土俵上で大あくびする常識破りの図太さを見せ、そればかりか電車道で稀勢の里を破る活躍を見せるなど実力も大いに発揮した[137]。
- 新三役となった2014年9月場所2日目を終えて「今場所は1勝14敗くらいかな。三役で15戦全敗した人がいないの?僕が歴史に名を残せるかも」と冗談とも自己分析ともつかない自虐話を披露した。なおその後10日目から途中休場し、その場所は1勝10敗4休[138]。
- 2017年7月場所12日目の支度部屋では、好調の阿武咲に勝って勝ち越しを決めて「2敗の人を3敗にして、僕の役割は終わり。優勝を狙う人に千代大龍、よくやってくれたと思ってもらえれば、僕は満足です（笑）」とコメント[139]。
- ある時「緊張はしない。99パーセントの実力と、1パーセントの努力でこれまでやってきた。人生で緊張したのは、麻雀で大四喜をテンパった時です」と言い放ったという[86]。
- 2018年7月場所13日目、12日目に千代の国と対戦して千代の国を途中休場に追い込んだ玉鷲との対戦が14日目に決定し、千代大龍は「明日の相手はクラッシャー玉鷲か。犠牲者にならないように気をつけます。敵討ち?かち上げてウランバートルまで飛ばしますよ。逆に俺が（地元・東京）町屋の駅前にいるかも」と笑いながら敵討ちを誓った[140]。
- 2020年11月場所13日目に注文相撲で3場所ぶりの勝ち越しを決めた際には「久しぶりすぎて何が何だか分からない。あと2日は暴れる。相手を吹っ飛ばす。見たことのない立ち合いをするよ」とコメント[141]。

### 糖尿病との闘い
糖尿病に罹る前は1食に白米をどんぶり7杯たいらげ、デイリースポーツによると「原液7割・水3割」のカルピスを愛飲するという食生活を送っていた。加えて日刊スポーツでは、2013年3月場所前に自己最高位の番付に対し「99％の才能と1％の努力でやってきた」と豪語するなど稽古嫌いを自認しており、カルピスについても「原液で飲んでいた」という説が伝えられた上、糖尿病にかかった後の千代大龍の様子を見て「子供のような甘いミルクコーヒーが好きだったのに、ブラックを飲むようになって驚いた」と話した母の証言まで掲載された。コーラも1日に2リットル飲むことがあったと伝わる。カルピスは枕元に置くほど愛飲しており、そのイメージからいつか自分がカルピスのCMに抜擢されるのではないかと思っていたという。だがこうした食べ過ぎと稽古不足が祟って2012年8月には空腹時血糖が480を測定する糖尿病に罹ってしまった。それから1年余り経過した2013年11月には糖尿病を起因とした両目の網膜剥離と緑内障という力士として致命的である傷病に襲われてしまった。この時千代大龍は25歳を目前としており、三役目前の力士がこれほどまでに若くして緑内障を発症するケースは珍しい。他にも焼き肉が大好物で2013年11月場所中の夕食は「半分以上焼き肉」であったといい、これは糖尿の悪化により緑内障を発症した直後の場所の発言であったため注目を浴びた。2015年1月場所には両足血行障害を発症する憂き目に遭い、ここまで糖尿病が悪化した原因として一説に「数値が改善されるとすぐにインスリン注射を怠っていた」という本人の落ち度が伝えられている。

## 主な成績

### 通算成績
- 通算成績：463勝483敗50休（69場所）
- 通算勝率：.489
- 幕内成績：384勝433敗46休（58場所）
- 幕内勝率：.470
- 幕内在位：58場所
- 三役在位：2場所（小結2場所）

### 三賞・金星
- 技能賞：1回（2013年11月場所）
- 金星：3個
  - 日馬富士：2個（2013年3月場所・2013年7月場所）
  - 稀勢の里：1個（2018年9月場所）

### 各段優勝
- 十両優勝：1回（2012年1月場所）

### 場所別成績
| | 一月場所 初場所（東京）  | 三月場所 春場所（大阪） | 五月場所 夏場所（東京） | 七月場所 名古屋場所（愛知） | 九月場所 秋場所（東京） | 十一月場所 九州場所（福岡） |
| --- | ------------------------ | ----------------------- | ----------------------- | --------------------------- | ----------------------- | --------------------------- |
| 2011年 （平成23年） | x                        | 八百長問題 により中止   | 幕下付出15枚目 0–3–4    | 東幕下46枚目 6–1            | 西幕下16枚目 6–1        | 東幕下3枚目 4–3             |
| 2012年 （平成24年） | 西十両13枚目 優勝 13–2   | 東十両筆頭 11–4         | 西前頭10枚目 5–4–6      | 西前頭15枚目 8–7            | 東前頭12枚目 6–9        | 西前頭15枚目 10–5           |
| 2013年 （平成25年） | 西前頭8枚目 10–5         | 東前頭2枚目 3–4–8 ★     | 東前頭10枚目 10–5       | 東前頭3枚目 7–8 ★           | 西前頭3枚目 6–9         | 東前頭6枚目 11–4 技         |
| 2014年 （平成26年） | 東前頭2枚目 4–11         | 西前頭7枚目 9–6         | 東前頭2枚目 4–11        | 東前頭8枚目 10–5            | 西小結 1–10–4           | 東前頭9枚目 9–6             |
| 2015年 （平成27年） | 西前頭5枚目 1–6–8        | 西十両筆頭 7–8          | 西十両2枚目 9–6         | 西前頭13枚目 8–4–3          | 東前頭11枚目 6–9        | 東前頭13枚目 8–7            |
| 2016年 （平成28年） | 東前頭12枚目 8–7         | 西前頭8枚目 3–12        | 東前頭16枚目 6–9        | 西十両2枚目 7–8             | 西十両4枚目 8–7         | 西前頭14枚目 7–8            |
| 2017年 （平成29年） | 西前頭14枚目 6–9         | 西十両筆頭 8–7          | 西前頭14枚目 9–6        | 東前頭10枚目 10–5           | 西前頭3枚目 8–7         | 東前頭2枚目 7–8             |
| 2018年 （平成30年） | 東前頭3枚目 8–7          | 西小結 4–11             | 東前頭4枚目 6–9         | 西前頭6枚目 9–6             | 西前頭2枚目 5–10 ★      | 東前頭5枚目 7–8             |
| 2019年 （平成31年 /令和元年） | 東前頭6枚目 8–7          | 東前頭5枚目 8–7         | 東前頭3枚目 6–9         | 東前頭6枚目 8–7             | 東前頭5枚目 2–13        | 西前頭11枚目 9–6            |
| 2020年 （令和2年） | 東前頭11枚目 7–8         | 東前頭11枚目 8–7        | 感染症拡大 により中止   | 西前頭8枚目 6–9             | 東前頭11枚目 5–8–2      | 東前頭15枚目 9–6            |
| 2021年 （令和3年） | 東前頭11枚目 休場 0–0–15 | 東前頭11枚目 6–9        | 西前頭14枚目 10–5       | 西前頭4枚目 4–11            | 東前頭10枚目 7–8        | 東前頭10枚目 6–9            |
| 2022年 （令和4年） | 西前頭12枚目 7–8         | 西前頭12枚目 7–8        | 東前頭13枚目 8–7        | 東前頭10枚目 6–9            | 西前頭11枚目 6–9        | 西前頭12枚目 引退 2–6–0     |
| 各欄の数字は、「勝ち-負け-休場」を示す。 優勝 引退 休場 十両 幕下 三賞：敢=敢闘賞、殊=殊勲賞、技=技能賞 その他：★=金星 番付階級：幕内 - 十両 - 幕下 - 三段目 - 序二段 - 序ノ口 幕内序列：横綱 - 大関 - 関脇 - 小結 - 前頭（「#数字」は各位内の序列） |                          |                         |                         |                             |                         |                             |

## 戦績

### アマチュアキックボクシング
| 勝敗 | 対戦相手   | 試合結果          | 大会名          | 開催年月日    |
| ×    | 金田一孝介 | 1分1R終了 判定0-5 | BreakingDown 11 | 2024年2月18日 |

## 改名歴
- 明月院 秀政（めいげついん ひでまさ）2011年5月技量審査場所 - 2011年11月場所
- 千代大龍 秀政（ちよたいりゅう ひでまさ）2012年1月場所 - 2022年11月場所